# Chiusi
För andra betydelser, se Chiusi (olika betydelser).
Chiusi är en kommun i provinsen Siena i regionen Toscana i Italien. Kommunen hade 8 429 invånare (2018).
Staden är gammal: Förutom sitt italienska namn har staden även ett latinskt namn (Clusium), ett etruskiskt namn (Clevsin) och ett umbriskt namn (Camars). Staden ligger på en kulle ovanför floden Clanis dalgång, nära sjön Clusium. 
Senare (91 f.Kr. - 88 f.Kr. ) deltog staden i bundsförvantskriget. År 640 ockuperades staden av östgoterna och var senare ett säte för lombarderna. Under tusentalet var området underställt en lokal biskop och var sedan rival med först Orvieto och sedan Siena som Chiusi tillhörde fram till 1556 då staden blev annekterad av Toscana.